# Mireia Riera Coromina
Mireia Riera Coromina (Barcelona, 1943) és una dissenyadora i interiorista catalana amb un perfil multidisciplinar activa des de principis dels setanta del segle XX fins al 2015. Riera és coneguda especialment per ser una de les figures pioneres en àmbit català del disseny de producte.

## Biografia
Riera estudià Disseny i Interiorisme al centre universitari EINA a finals dels anys seixanta. La creadora té un perfil força divers i vinculat a produccions molt diverses creats al seu propi estudi d'interiorisme que muntà ja el 1973. També treballà per l'estudi d'arquitectura PER (1971), i és en aquesta etapa quan fundà Bocaccio Design (1972), una societat que trobem a la gènesi de BD, Barcelona Design Festival. Aquest esdeveniment compta ja amb un llarg recorregut i reconeixement internacional. De fet, Riera n'assumí la presidència el 2013. Algunes publicacions l'autora figura com a Mireia Riera Simon, cognom que adoptà temporalment en la seva etapa d'estudiant, si bé no és el seu.
Mireia Riera va ser una de les creadores presents a l'exposició Som aquí. Les dones en el disseny 1900-Avui, organitzada el 2023 pel Museu del Disseny de Barcelona, que recuperava les dissenyadores pioneres dels anys 1960, 1970 i 1980 a Catalunya.

## Obra
La trajectòria de Riera està molt vinculada al disseny de producte; durant els anys setanta, vuitanta i noranta del segle XX formà part de l'escena d'avantguarda del disseny barceloní. Els seus dissenys són insòlits en ocasions, però aquesta modernitat es combina també amb dissenys d'autors clàssics com Antoni Gaudí o Salvador Dalí. L'artista compta amb obres en fons de museus com el Museu de Disseny de Barcelona, el Museu d'Art Modern, MOMA, de Nova York i el Museu Victoria and Albert de Londres, entre d'altres.

## Reconeixement
Riera va rebre el Premi Delta d'Or el 1975 per la seva obra Luminoso, un mirall que és alhora suport i llum de florescent. Durant la seva àmplia trajectòria l'artista ha col·laborat amb altres persones vinculades al món del disseny en àmbit nacional i internacional, de manera que compta amb una projecció i reconeixement que depassen de les nostres fronteres.